# پلاک وسایل نقلیه در مالزی

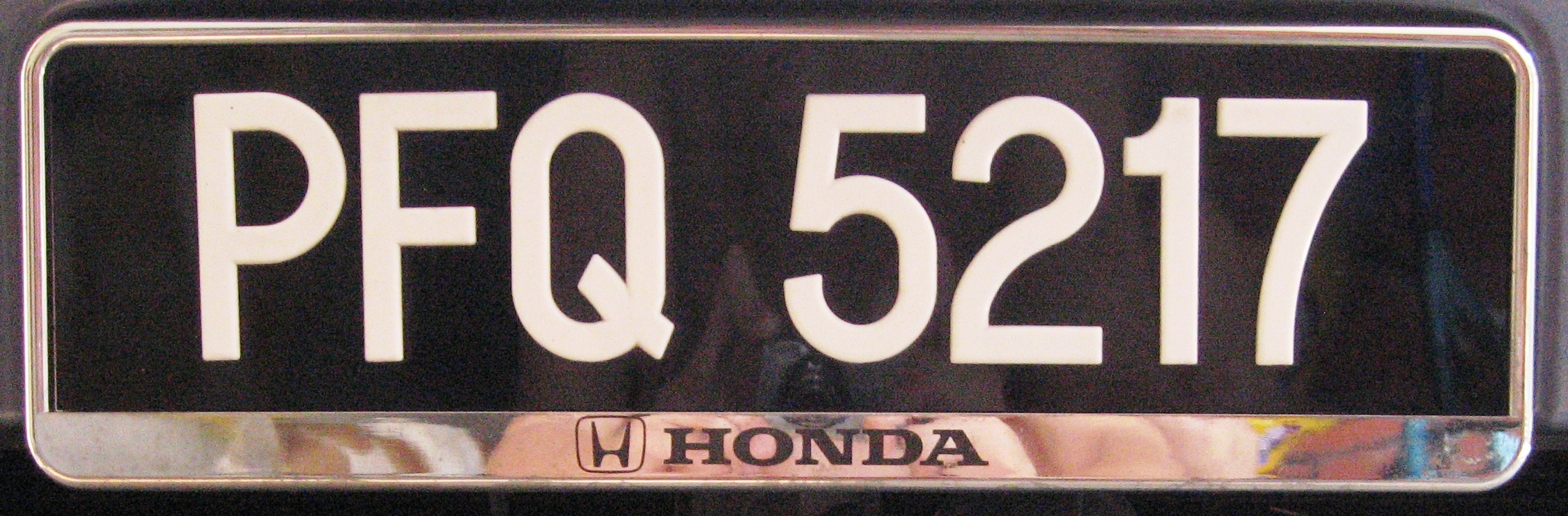
یک شماره پلاک استاندارد شبه‌جزیره مالزی که در پنانگ به ثبت رسیده و روی فریم پلاک نمایندگی نصب شده است.

پلاک‌های وسایل نقلیه در مالزی (به انگلیسی: Vehicle registration plates of Malaysia) طبق الزام قانونی، در سمت جلو و عقب همه وسایل نقلیه موتوری شخصی و تجاری در مالزی، در معرض دید گذاشته می‌شود. صدور شماره پلاک توسط اداره حمل و نقل جاده ای مالزی (مالایی: Jabatan Pengangkutan Jalan Malaysia) یا JPJ، تنظیم و به اجرا گذاشته می‌شود.
آخرین شماره پلاک صادر شده را می‌توان از طریق وب سایت JPJ مورد بررسی قرار داد.
در بخش زیر چند نمونه از فرمت‌هایی ذکر شده که در حال حاضر مورد استفاده قرار می‌گیرد.
| نوع پلاک              | چیدمان                                                                |
| --------------------- | --------------------------------------------------------------------- |
| خودروهای شخصی و تجاری | ABC 4567، WD 4567 C, QAA 4567 C, SAB 4567 C، یا KV 4567 B             |
| تاکسی                 | H AB 4567 یا همان گونه که توسط وسایل نقلیه شخصی و تجاری استفاده می‌شود |
| نظامی                 | Z A 4567                                                              |
| موقت                  | A 2341 A (W/TP 2341 برای کوالالامپور)                                 |
| بخش دیپلماتیک         | 12-34-DC                                                              |
| سلطنتی و دولت         | (عنوان کامل)                                                          |